# 塔尔切尔
塔尔切尔（Talcher），是印度奥里萨邦Anugul县的一个城镇。总人口34984（2001年）。

## 人口
该地2001年总人口34984人，其中男性19267人，女性15717人；0—6岁人口4307人，其中男2258人，女2049人；识字率71.87%，其中男性为79.57%，女性为62.42%。